# Їжак
Їжа́к (лат. Erinaceus; діал. яри́ч, яре́й) — один з 9-ти родів ссавців родини Їжакових (Erinaceidae). В Україні природно поширений по всій території білочеревий їжак, в окремих місцях сходу України зустрічається вухатий їжак. Окрім природніх мешканців, у якості садових тварин можуть утримуватись їжак європейський та як домашній улюбленець — карликовий африканський їжак.

## Етимологія
Слово Їж (їжак) походить або від слова «змія» (гр. έχiς, «змія», вірм. iż «гадюка», дінд.[що?] ahih «змія»;), маючи на увазі «поглинач змій» або від індоєвропейського *eg'hio- <*eg'hi- <*eg'h- «колоти»).

## Поведінка
Незалежно від виду всі їжаки активні вночі, за декілька годин до заходу сонця зазвичай покидають місця свого гніздування та денної сплячки та починають обходити свою територію у пошуках харчування. Нічна активність зберігається до сходу сонця. Їжаки зазвичай залишаються прив'язаним до своєї території, для них невластива сезонна міграція: в один і той самий час вечора чи ночі їжак відвідує ті самі місця — побачивши тварину в певну годину вечора в певному місці, можна розраховувати її побачити наступного вечора приблизно в тому самому місці. За ніч може пройти шлях у 3—4 кілометри у пошуках їжі. У випадку самців — міграція у пошуках самиці може бути довша, самець може пройти до 7-ми кілометрів за добу.
Основний раціон європейського їжака складають змії, дрібні гризуни, комахи (як-от жуки — майські, рогачі, і т. д., хробаки, личинки та гусені). У домашніх умовах можуть їсти котячий корм і козяче молоко.
Новонароджене потомство їжаків у віці до 3-4 тижнів навпаки, залишається активним протягом дня, надалі активність зсувається на нічний час як і в дорослих. Денна активність потомства пов'язується із вигодовуванням їжаченят матір'ю вдень, тоді як вночі вона здобуває собі їжу. Самиця їжака, вигодовуючи їжаченят, може з'явитись і у денний час, коли потомство чисельне і молока для вигодовування недостатньо. Вдень у нетипові години для їжаків можуть з'являтись на виду хворі особини, які не можуть знайти собі воду чи їжу вночі. Серед населення важливим є розуміння того, що не слід турбувати дорослих їжаків у денний час оскільки це може бути самиця, що годує, тож її поява вдень для харчування є вимушеною для виживання потомства.
Тварини хоч і живуть в одному і тому самому місці, використовують щоразу однакову територію для харчування, проте, вони уникають протистояння за територію у випадку зустрічі — як правило розходяться без конфліктів. Конфлікти зазвичай можливі лише між самцями під час пошуку самиці.
У період тічки, на запах, самці можуть долати велику відстань, проте зразу самиця їх не підпускає, Період шлюбних ігор та залицянь може тривати декілька тижнів. Після спарювання, самець покидає самицю і не бере участь у вигодовуванні потомства. Стійких пар їжаки не створюють, за рік самиця може мати потомство від двох різних самців.

## Таксономія

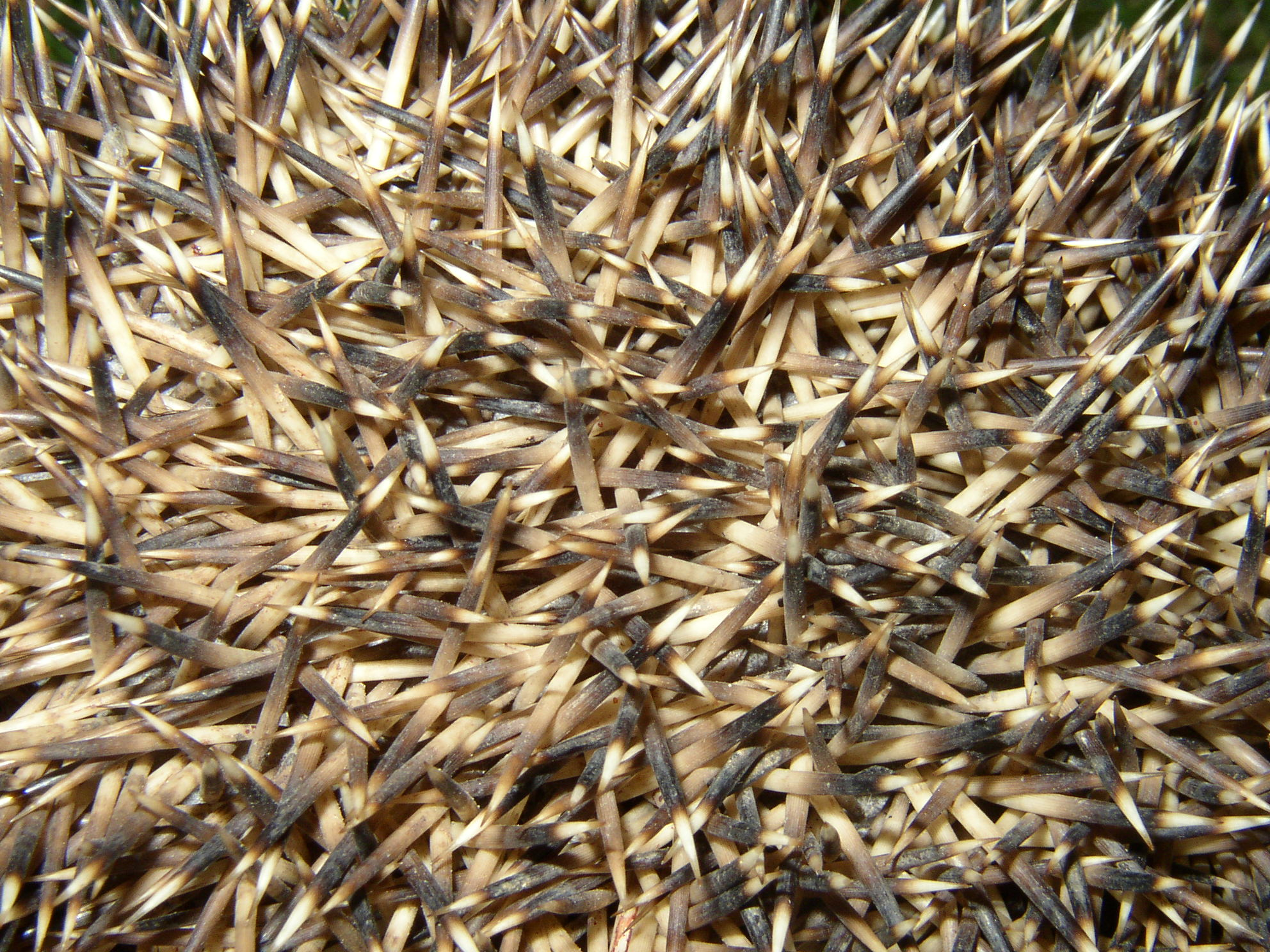
Голки їжака

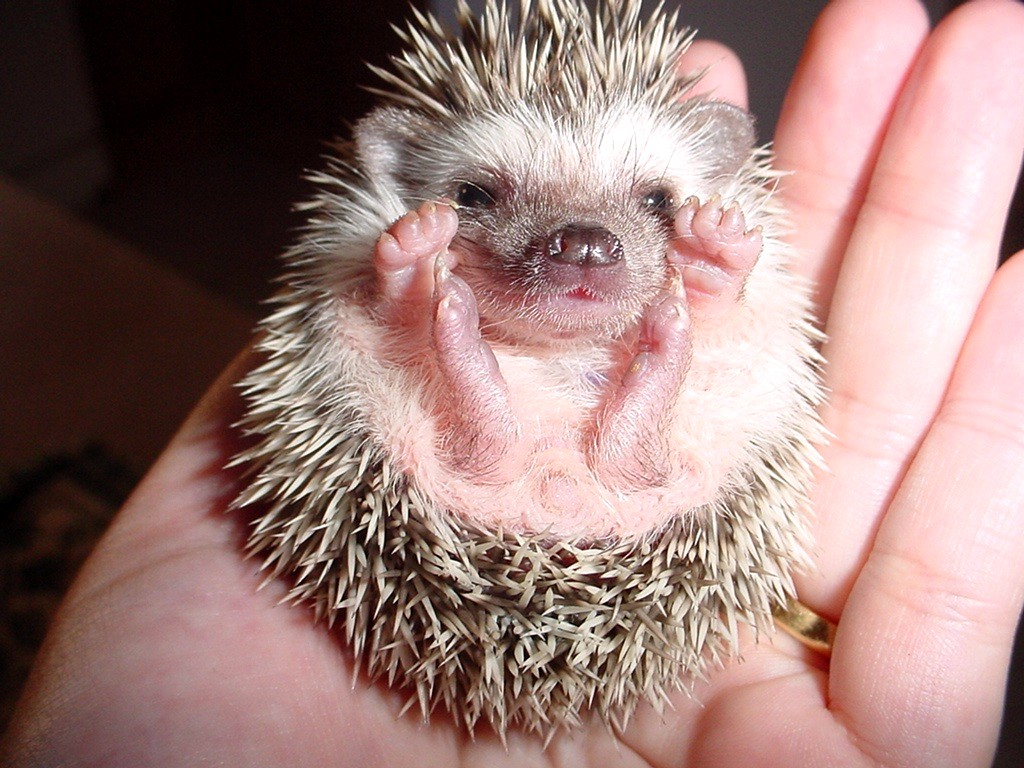
Дитинча африканського карликового їжака

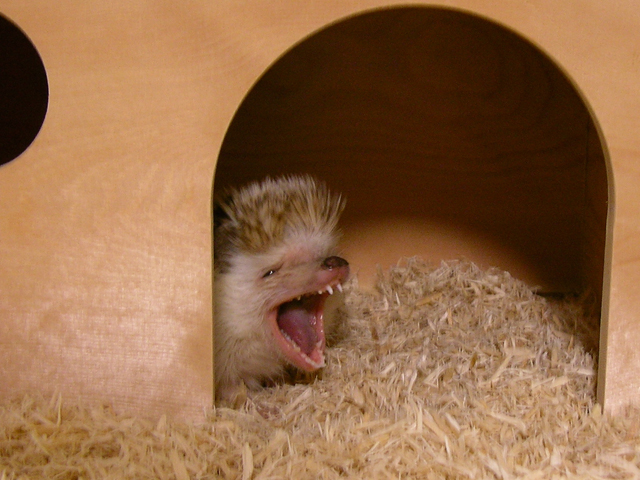
Ротова порожнина їжака

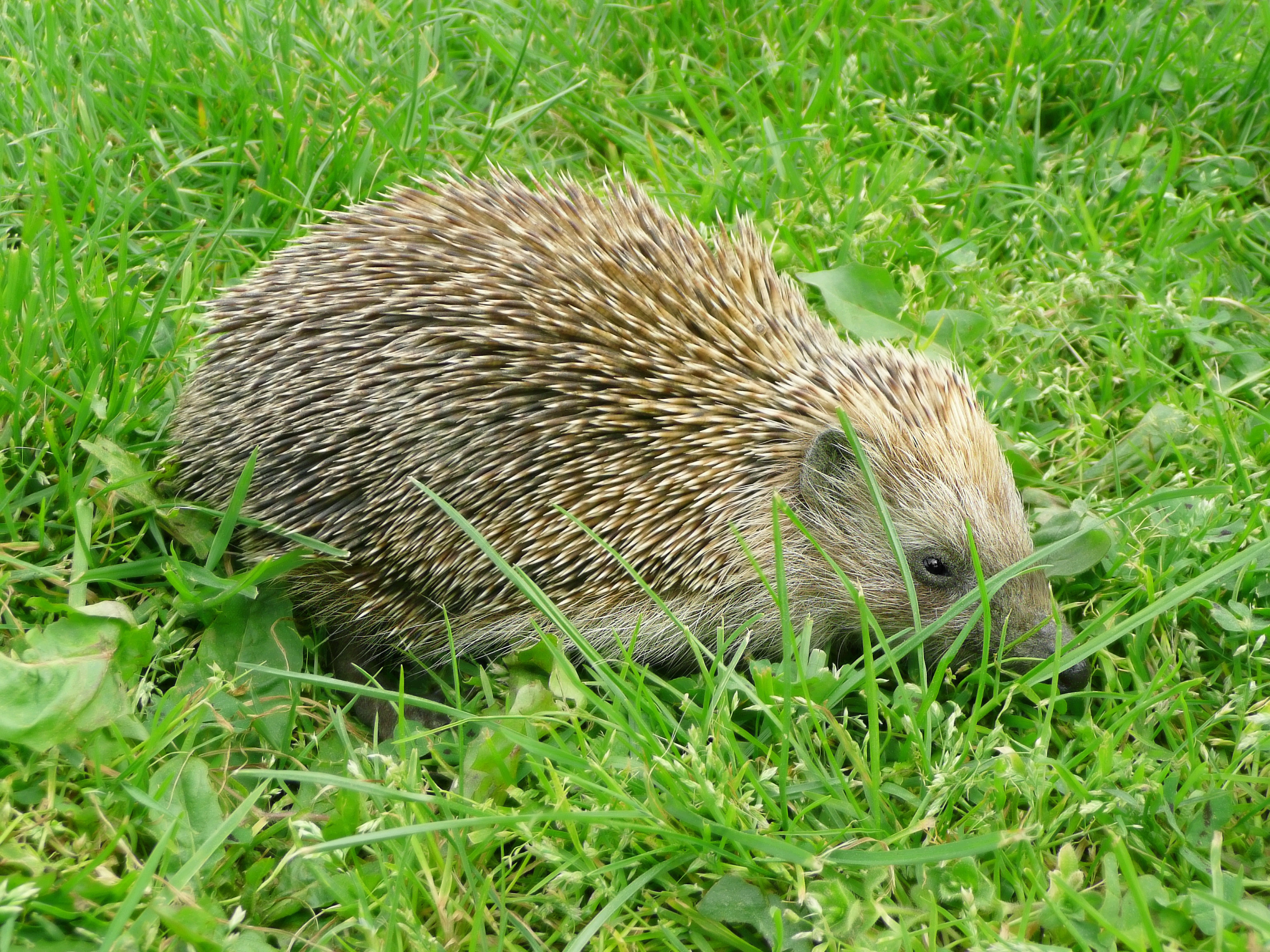
Їжак південний (Erinaceus concolor)

Їжаків розглядають як одну з найдавніших груп епітерій, або вищих плацентарних ссавців, яка зберігає низку вихідних для цієї груп ознак. До недавнього часу у межах цього роду види не розрізняли, і найбільші зміни сталися у II половині XX та на початку XXI століть, коли було виявлено відмінності між популяціями «звичайного» їжака (Erinaceus europaeus auct.) за низкою генетичних (каріотип, білки) та «тонких» морфологічних ознак (шви черепа, особливості морфології зубів та ін.).
За сучасними оглядами фауни у складі роду Erinaceus визнають 4 близькі види:
- їжак європейський (Erinaceus europaeus);
- Їжак білочеревий (Erinaceus roumanicus);
- їжак південний (Erinaceus concolor);
- їжак амурський (Erinaceus amurensis).

У фауні Європи та України довгий час визнавали тільки один вид — Erinaceus europaeus. З приблизно 1970-80 рр. європейських їжаків поділили на два аловиди — Erinaceus europaeus та Erinaceus concolor, межа у поширенні яких проходить приблизно від Балкан до Скандинавії. На початку XXI ст. було підтверджено окремішність малоазійської і закавказької форми їжака (Erinaceus concolor s. str.) від більш північних (зокрема східноєвропейських) популяцій «звичайного їжака», за якими залишено назву колишнього східноєвропейського підвиду — Erinaceus roumanicus. Для зон контакту обох європейських видів (Erinaceus europaeus та Erinaceus roumanicus) припускають наявність зон гібридизації.
Взагалі, станом на кінець 2023 року, світовій науці вже відомо 19 видів їжаків. Останнім, знайденим в Китаї, став новий вид, якому дали назву Східний лісовий їжак (Mesechinus orientalis). Також в Південно-Східній Азії було виявлено п'ять невідомих раніше різновидів м'якошерстих їжаків. Згідно повідомлення низки наукових видань, аналіз ДНК показав, що три з них є окремими видами, а два взагалі стали новинкою для науки. Одного з нових видів назвали H. macarong. Ім'я виду походить від в'єтнамського слова, що означає «вампір». Інший вид, який мешкає тільки на острові Суматрі в Індонезії, отримав назву H. vorax від англійського слова «voracious», що перекладається як «ненажерливий».

## Поширення
Їжаки роду Erinaceus поширені у помірних широтах Давнього Світу. Вони звичайні у Європі, Середній і Передній Азії, відомі з Сибіру, Китаю, Кореї тощо.
В Європі загалом та Україні зокрема їжаки поширені повсюдно. В Україні найчисельніші популяції відмічені на півдні (зокрема, у Криму). Повсюдно види тяжіють до урболандшафту, зокрема, до малих населених пунктів і дачних селищ. У цілком природних місцях зустрічаються не часто і, очевидно, більша частина сучасного ареалу сформувалася внаслідок історичного розселення виду на північ завдяки мережі населених пунктів.

## Морфологія та екологія
Відмінності їжаків від інших близьких груп ссавців фауни України, які тепер нерідко визнають за відмінності рядів, полягають у наступному:
- Erinaceidae: Верхня частина тіла вкрита твердими голками довжиною 15–30 мм. Вуха добре розвинені. Тварина здатна скручуватись у клубок. Морда конусоподібна, не має вигляду рухливого хоботка. Череп з міцними широко поставленими вилицями. Передні різці іклоподібні, великі, між ними є помітний проміжок.
- Soricoidei: Верхня частина тіла вкрита м'яким волоссям. Вушниці недорозвинені чи редуковані. Тварина нездатна скручуватись у клубок. Кінчик морди перетворений на рухливий хоботок. Череп без виличних дуг або ці дуги тонкі і відстань між ними вужча за череп. Передні різці малі, або пірамідальні, між ними немає проміжку.

За екологією всі їжаки є загалом схожими. Живляться різними дрібними тваринами — комахами, молюсками, анелідами, ящірками, дрібними гризунами. Розмножуються переважно раз на рік, на початку або серед літа. Сховищами слугують різного роду природні або штучні порожнини, нори інших тварин, купи хмизу. Взимку сплять. Здатні до гіпотермії (зниження температури тіла у періоди низької активності).

## Народні повір'я
Їжак — тварина, наділена в народних повір'ях мудрістю і цілющими властивостями.
За віруваннями болгар Баната, їжак порадив «дідові Богу», як вкрити землю небом. Подібні уявлення наявні й у румунів. Мотив мудрості їжака також присутній у південнослов'янських легендах про одруження Сонця, в яких їжак рятує світ від випалення сонцем. Згідно з македонською легендою, Сонце осідлало ослицю й поїхало шукати собі наречену. Тоді їжак став на дорозі й зупинив ослицю. Сонце не одружилося й не породило багато інших сонць, і світ уцілів. У болгарському варіанті легенди Сонце одружується з Місяцем і запрошує на весілля всіх звірів. Не з'явився один лише їжак. Сонце вирушило шукати їжака і знайшло його, коли той гриз камінь. На питання, навіщо він це робить, їжак відповів: «Відтепер я вчуся їсти камінь, адже коли ти одружишся, народиться багато сонць. Коли вони будуть світити на небі, все згорить і нічого буде їсти». Почувши це, Сонце передумало одружуватися, а Місяць від сорому сховався від Сонця і тепер не світить, коли на небі Сонце. Згідно з болгарськими повір'ями, їжак наймудріший з тварин, бо найдовше живе на світі. Він знає все, що було раніше і про що люди давно забули. Він знає також особливу молодильну траву і ніколи не старіє.
За південнослов'янськими уявленнями, їжак-усезнавець знає, як добути не тільки молодильну траву, але і «розрив-траву», здатну зривати будь-які запори, відкривати без ключа будь-які замки. Щоб отримати цю траву, потрібно загородити гніздо з дитинчатами їжака камінням. Їжачиха, не зумівши подолати цю перешкоду, відправиться на пошуки «розрив-трави», а здобувши її, повернеться до гнізда і з її допомогою зруйнує перепону. Тоді можна підібрати чарівну траву і використовувати її для крадіжки. Македонці вважають, що їжак тримає цю траву під язиком. Таке ж повір'я зафіксовано в Гомельській області Білорусі. Проте в багатьох інших слов'янських регіонах повір'я про цю траву пов'язане не з їжаком, а з іншими тваринами: черепахою, змією, жовною, одудом тощо.
У легенді з Боснії та Герцеговини походження їжака зв'язується з чортом: чорт кинув вичесане волосся під колоду для рубання дров, і це волосся миттю перетворилися на їжака.
В українців два різновиди їжака іноді розрізняються термінологічно: яри́ч пе́сій та яри́ч сви́нський. З уявленнями про різні види їжаків пов'язано малопольське повір'я, що їжак може обернутися на свиню.
Завдяки колючкам їжак має відвертаючу силу і використовується як оберіг. Так в Малопольщі, для захисту від богинок, що душать вночі людей, кладуть собі на груди шкурку їжака. В Сербії людина, у якої помирають діти, аби відвернути їхню смерть, повинна вбити їжака, змастити його кров'ю палицю, прикріпити до неї шкурку їжака і виставити біля входу в будинок. Можливо, функцію оберега має палиця з прикріпленою на кінці шкуркою їжака, з якою ходять в Словенії «куренти», ряджені учасники масничної ходи. Серби носять при собі серце їжака як оберіг від хвороб. А македонці пришивають морду їжака до шапки чи до одягу на плечі для захисту від пристріту. На Дону оберегом для молодят під час першої шлюбної ночі служить особливий калач їжак, утиканий пофарбованими і позолоченими хворостинками; в Польщі хліб у формі їжака печуть у нареченої в переддень весілля.
Їжак і його атрибути використовуються і в лікувальних цілях. Шкрумом (салом) їжака мажуть худобу від укусів мух, змащують збиті місця на шиї у биків, натирають хворого на пропасницю або ревматизм, змащують нариви; сечу їжака підмішують п'яницям в їжу, в питво або в горілку, щоб відучити їх від пияцтва.
З їжаком пов'язані і деякі прикмети. Так, їжак, що бігає, віщує смерть або важку хворобу. Якщо в погожі дні їжак часто згортається в клубок, майбутня зима буде суворою, а якщо восени носить яблука собі в нору, настане голод.

## Їжак у мистецтві

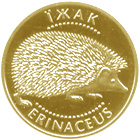
Українська монета номіналом дві гривні з зображенням їжака, 2006 р. Золото

Герб міста Їглава, Чехія

В українському фольклорі є багато казок з їжаками. Нерідко їжак зустрічається в геральдиці.
Їжак — популярний об'єкт мистецтва. Мультфільм «Їжачок в тумані» (режисер Юрій Норштейн, 1975 рік) 2003 року визнано одним з найкращих мультиплікаційних творів сучасності (за результатами опитування 140 кінокритиків і мультиплікаторів різних країн). У Києві є пам'ятник їжачку (в районі Софії Київської).

## Утримання в неволі
Їжаки легко приручаються. У сільській місцевості приручають для боротьби з мишами, щурами та зміями. Приручені їжаки рідше скручуються у клубок, більше вживають рослинної їжі.

## Загрози знищення
- Швидкісні дороги та магістралі — значну смертність їжаків спричинюють через відсутність спеціального відродження дорожного полотна від заростей та кущів. Проблем також додає і природна реакція їжака на загрозу, на відміну від інших тварин — при наявності загрози наїзду автомобіля він не тікає а завмирає, шипить, навіть скручується, здалеку схожий на камінець, що тільки сприяє наїзду. До швидкісних доріг приваблюють тварин наявність великої кількості вбитих автівками на швидкості комах, які вони люблять поїдати та не в змозі зловити у нормальних умовах.
- Безпритульні собаки — іноді розорюють гнізда, нападають на молодих їжаків, дорослі не хворі їжаки достатньо захищені своїми колючками, проте теж є об'єктом агресії, а також у денний час від вигульних собак, коли самиці їжаків потрібно наїдатись для годування потомства[10]. Популяція безпритульних собак у містах є стійка, є характеристикою країн третього світу, де у містах собаки витісніють представників дикої природи — лисиць, білок, їжаків, птахів, які гніздяться у густих травах.
- Знищувачі бур'янів та газонокосарки — особливо знищувач густих бур'янів з ліскою, який часто використовується у заростях високої густої рослинності та трави можуть не тільки потривожити літнє гніздо а і фатально покалічити як виводок їжаченят так і дорослих їжаків. Їжаки не тікають від загрози, а скручуються, а розриви шкіри від знищувачів бур'янів є фатальними і не заживають[11]. Перед обробкою території, особливо якщо відомо що на ній раніше водились або були помічені їжаки, слід перевірити відсутність гнізд їжаків. До речі, виводок з потривоженого гнізда, якщо він молодше за 3-4 дні, їжачиха може з'їсти, адже материнський інстинкт прокидається у їжаків на третій день після пологів, — у більш пізній період, їжачиха намагається перенести виводок у безпечніше місце із потривоженого гнізда.

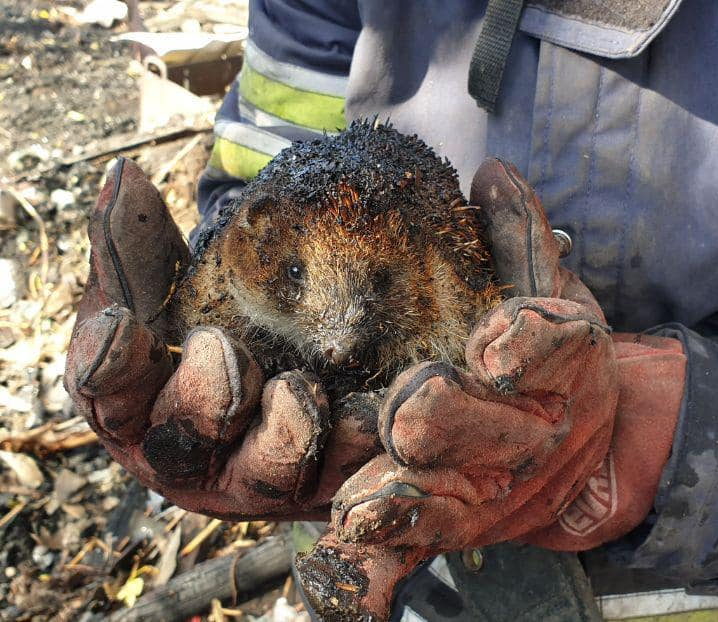
Обгорілий їжак після підпалювання сухосійної трави, березень, 2022, Україна

- Підпалювання сухостійних трав — пожежі на густих сухостоях трав, очерету та осоки, які припадають на травень, призводять до загибелі великої кількості різноманітних дрібних тварин та гнізд птахів. Не дивлячись на те, що спалювання очерету та сухої трави в Україні заборонене[12], підпали сухої трави задля забави або швидкої очистки землі приходяться на кінець квітня — початок травня, коли настає суха та тепла погода, нові трави ще не високі і суха трава або очерет може добре горіти. Якраз цей період припадає на період весняного виводку їжаченят, у приберегових вологих зонах чи в густих заростях польових ділянок.
- Спалювання скинутого у купу гілля — садівники при обрізці плодових дерев часто на приватних ділянках скидають гілки у купу, яка, за задумом, має просохнути і згодом буде спалена. Інколи подібна купа гілок стоїть декілька років, стає тимчасовим прихистком, ще одним із багатьох гнізд, або місцем постійного гніздування їжаків. При підпалі тварини, які зачаїлись від шуму, не тікають і згорають живцем. Якщо планується таке багаття, залишки гілок та деревини потрібно перекотити чи перевернути, переконавшись, що там немає гніздувань тварин[13][14].
- Викопні та штучні водойми, відкриті бетонні дренажні лотки вздовж доріг із крутими гладкими схилами, широкі отвори у дощову каналізацію, викопні іригаційні траншеї, басейни, ставки-копанки з високими берегами, після падіння у які їжак не може вилізти самостійно. В суху погоду такі штучні споруди заманюють водою у які тварина намагається зістрибнути і є причиною загибелі через падіння у воду і відсутністю можливості з неї вилізти. Не дивлячись на те, що їжаки плавають, унаслідок аспірації води від знесилення та гіпотермії від довгого перебування подібні падіння у воду закінчуються фатально[11].
- Пастки для гризунів, особливо травмуючої дії — їжаки можуть теж іти на приманку, отримують травмування від мишоловок — переломи кісток черепа, відриви лап, вибиті від різкого удару дужкою мишоловки очі, які у їжаків виступають. За можливості, слід використовувати види пасток для гризунів, які ловлять живу тварину[11].
- Пластикові пляшки із широким горлом, кришки від стаканчиків-нерозливайок, які мають широкий отвір, округлі пластикові та металеві предмети, покинуті рибальські сітки. Пластикові одноразові предмети, особливо з рештками їжі стають приманкою для їжаків, куди вони засовують голову, проте назад її витягнути не можуть. Місцем подібних масових пасток стають як стихійні смітники у зелених зонах, так і залишені на природі поодинокі пластикові предмети. Однією із гучних історій, закінчилось звинувачення McDonald's у масовій загибелі їжаків, під тиском суспільства форма стаканчиків McFlurry була змінена[15][16][17].

## Цікаві факти
- Такі сильні отрути як синильну кислоту, сулему, ціанід калію або миш'як порівняно у невеликих кількостях, їжаки переносять спокійно. Російський фармаколог Микола Кравков на початку XX століття довів, що під час зимової сплячки їжаки переносять такі дози ціанистого калію, що багаторазово перевищують смертельні. Стійкість їжаків до ціаніду Кравков пояснював тим, що під час зимової сплячки за низької температури тіла споживання кисню значно знижується і тварини краще переносять гальмування його засвоєння клітинами[18].

- Кліщі докучають їжакам більше, ніж іншим тваринам: їжак, що біжить по траві, немов гребенем «вичісує» з трави паразитів. Членистоногі із задоволенням селяться на їжаках — власні голки заважають тваринам позбавитися від паразитів. У епідеміології існує поняття «їжако-година». Воно визначає кількість кліщів, що було зібрано їжаком за годину бігу лісом. Шляхом обліку «їжако-годин» виявляють природні вогнища поширення кліщового енцефаліту.